# Lüneburgischer Landschaftsverband

Lage

Der Lüneburgische Landschaftsverband ist ein eingetragener Verein in Niedersachsen und der Größte unter den Landschaftsverbänden in Niedersachsen.
Das Gebiet des Verbandes repräsentiert ungefähr 21 % der Fläche und 15 % der Bevölkerung Niedersachsens und entspricht in etwa dem Gebiet des ehemaligen Fürstentums Lüneburg.

## Geschichte
Der Verband wurde 1990 unter dem Namen „Regionale Kulturförderung im ehemaligen Fürstentum Lüneburg“ gegründet und 1997 in „Lüneburgischer Landschaftsverband“ umbenannt. Sein Wirkungsbereich umfasst das Gebiet des historischen Fürstentums Lüneburg und damit hauptsächlich die Lüneburger Heide, aber auch das Wendland und das Amt Neuhaus.

## Mitglieder
Mitglieder im Lüneburgischen Landschaftsverband sind die Landkreise
- Harburg,
- Lüneburg,
- Uelzen,
- Heidekreis,
- Celle,
- Gifhorn und
- Lüchow-Dannenberg,

die Städte
- Lüneburg,
- Celle und
- Wolfsburg

sowie die historische Landschaft des vormaligen Fürstentums Lüneburg.

## Aufgaben
Der Lüneburgische Landschaftsverband besitzt wie die anderen Landschaften und Landschaftsverbände in Niedersachsen hauptsächlich kulturpolitische Aufgaben. Er besitzt die Rechtsform eines eingetragenen Vereines und nimmt im Auftrage seiner Gebietskörperschaften und des Landes Niedersachsen zentrale kommunale und dezentrale staatliche Aufgaben auf den Gebieten der Kultur, Wissenschaft und Bildung wahr. Finanziert werden die Förderungen zum einen durch Zuwendungen des Landes Niedersachsen, zum anderen durch die Beiträge der Mitglieder und durch Zuwendungen der Landschaftlichen Brandkasse, an der die „Landschaft des vormaligen Fürstentums Lüneburg“, ein Teilnehmer des Landschaftsverbandes, beteiligt ist.